# ウー・ワカ・ドゥ・ワカ・デイ
「ウー・ワカ・ドゥ・ワカ・デイ」(Ooh-Wakka-Doo-Wakka-Day) は、1972年のギルバート・オサリバンの楽曲。全英シングルチャートでは8位に入り、アイルランドシングルチャートでは、このチャートの首位にオサリバンが送り出した3作の最初となった。
この曲は、スタジオ・アルバムには収録されることがなかったが、1976年にイギリス編集盤の「グレイテスト・ヒッツ」でアルバム初収録され、その後2012年にリマスターされたバージョンのアルバム『バック・トゥ・フロント』に追加収録された。
日本では、1976年にイギリス編集盤の「グレイテスト・ヒッツ」からのシングルカットとして初めて発売され、その後1986年にCDがリリースされた日本独自編集のベスト・アルバム『アローン・アゲイン』に、この曲が収録されていた。また、日本盤シングルでは、B面に「ドゥイング・ホワット・アイ・ノウ (Doing What I Know)」が収録されていた。
2013年には、歌詞を替え歌にしたバージョンを、300人の人々がそれぞれの日常生活の場面の中で歌うという趣向が、イギリスの国営宝くじ (National Lottery) のコマーシャルに使用された。